# Domenico Bussolin
Domenico Bussolin (Venezia, XIX secolo – Padova, 1886) è stato un vetraio italiano.

## Biografia
Domenico Bussolin fu un vetraio italiano attivo a Murano nella prima metà del XIX secolo.
Iniziò ad occuparsi del vetro dopo il matrimonio con Lucia, la figlia di Girolamo Vistosi, il quale lavorò nelle fornaci da smalti per molti anni, diventando vetraio nel 1816, prima di cedere l'attività a Bussolin nel 1835.
Nel 1838 la sua bottega era costituita da una fornace per la preparazione della canna, successivamente lavorata opportunamente per realizzare le conterie, oltre ad una fornace di vetri e cristalli, attività che dovette sospendere nel 1841.
Fu tra gli innovatori, restaurando, col ritorno alla tradizione, l'industria vetraria che stava attraversando un periodo di decadenza.
In particolare si dedicò al lavoro, oltre che dei soffiati, delle filigrane e delle paste vitree, nonché delle conterie.
Nel 1843 inventò un sistema che prevedeva l'uso del gas illuminante per la lavorazione delle perle, che da allora venne sempre adottato.
Nel 1868 si attivò per fondare una Società di esportazione di conterie per le Indie, agevolata dalla inaugurazione del canale di Suez.
Nello stesso anno partecipò alla Esposizione Industriale a Venezia con contarie.
Inoltre scrisse un volume intitolato Guida alle fabbriche di Murano (Venezia, 1842; edizione francese, Venezia, 1947).
Il Museo del vetro di Murano espone alcuni pannelli con canne di filigrana, canne millefiori, murrine e lavori ad intarsio. Il titolo delle opere è  Domenico Bussolin in Venezia - Medaglia d'argento Esposizione Industriale 1842.
Egli oltre a vincere quella medaglia, continuò ad occuparsi di smalti e conterie ancora per molti anni (e a questo scopo cercò di esportare i suoi centri di produzione in Grecia e forse in Slesia).